# Acide dicétosuccinique
L'acide dicétosuccinique, ou acide dioxosuccinique, est un cétoacide de formule chimique HOOC–CO–CO–COOH.
Il s'agit d'un diacide présent naturellement dans le vin par oxydation de l'acide tartrique HOOC–CHOH–CHOH–COOH via l'acide dihydroxyfumarique HOOC–HOC=COH–COOH.
Par hydratation, il donne l'acide dihydroxytartrique HOOC–C(OH)2–C(OH)2–COOH, également appelé hydrate d'acide dicétosuccinique :
HOOC–CO–CO–COOH + 2 H2O → HOOC–C(OH)2–C(OH)2–COOH.